# Daniele Ratto
Daniele Ratto é um ciclista italiano, nascido a 5 de outubro de 1989 em Moncalieri. Converteu-se em profissional em 2010, com a equipa Carmiooro-NGC.

## Carreira profissional
A 1 de maio de 2010 ganhou a sua primeira vitória como profissional no G. P. Indústria e Artigianato-Larciano. Posteriormente, alinhou pela Geox-TMC, a nova equipa de Mauro Gianetti para a temporada de 2011 como uma futura promessa italiana.
Em 2013 consegue a sua melhor vitória como profissional ao ganhar a décima quarta etapa da Volta a Espanha, com final em Andorra (Collado de la Gallina) numa jornada de alta montanha, frio e chuva, depois de meter na fuga boa do dia e ser o único sobrevivente de dita escapada em chegar a linha de meta.
Em setembro de 2016, anunciou o final da sua carreira desportiva com 27 anos, ao não encontrar equipa para a temporada de 2017.

## Palmarés
2008
- Piccolo Giro de Lombardia

2010
- G. P. Indústria e Artigianato-Larciano

2013
- 1 etapa da Volta a Espanha

## Resultados em Grandes Voltas
| Carreira        | 2010 | 2011 | 2012 | 2013 | 2014 | 2015 | 2016 |
| --------------- | ---- | ---- | ---- | ---- | ---- | ---- | ---- |
| Giro d'Italia   | -    | -    | -    | -    | 126° | -    | -    |
| Tour de France  | -    | -    | -    | -    | -    | -    | -    |
| Volta a Espanha | -    | -    | Ab.  | 95º  | -    | -    | -    |

-: não participa 

Ab.: abandono

## Equipas
- Carmiooro-NGC (2010)
- Geox-TMC (2011)
- Liquigas/Cannondale (2012-2014)
  - Liquigas-Cannondale (2012)
  - Cannondale Pro Cycling (2013)
  - Cannondale (2014)
- UnitedHealthcare (2015)
- Androni Giocattoli (2016)